# Brizo
Dans la mythologie grecque, Brizo (en grec ancien Βριζώ / Brizṓ) est une déesse patronne des marins. Elle envoyait des rêves prophétiques.

## Étymologie
Brizo, en grec ancien Βριζώ / Brizṓ, est dérivé du mot grec ancien βρίζω signifiant « dormir ».

## Culte
Elle était révérée à Délos. Les femmes lui offraient de la nourriture dans des vases ressemblant à de petites barques et lui demandaient la protection des traversées des navires. En plus des offrandes, les marins exécutaient des danses destinées à Brizo, car ces danses ne provenaient pas de festivals et ne lui convenaient qu'à elle. Il y avait deux ou trois danses distinctes consacrées à la déesse, pas une seule danse spécifique .
Brizo était associé à quatre cultes: ceux d'Apollon, de Dionysos, de Déméter et d'Hécate. Le culte d'Apollon la considérait comme la mère des Sibylles. Le culte de Dionysos la présentait comme la mère des Ménades. Le culte de Déméter la considérait comme la mère des Melissae (terme générique pour parler des nymphes mais aussi des prêtresses, plus particulièrement celles de Déméter, Perséphone et de la prêtresse d'Apollon à Delphes). Le culte d'Hécate la considérait comme la mère des Parques. Tous ces cultes la considéraient comme la mère des prêtresses prophétiques des dieux ou de leurs propres oracles.
La déesse est parfois assimilée à Britomartis.

## Brizomancie
On appelait « brizomancie » l'art de prédire l'avenir par les songes. On utilise aujourd'hui oniromancie.